# Piskupska Reka
Piskupska Reka (makedonska: Пискупска Река) är ett vattendrag i Nordmakedonien.   Det rinner genom kommunen Struga, i den västra delen av landet, 100 kilometer sydväst om huvudstaden Skopje.